# Gregg Rainwater
Gregg Andrew Rainwater (Flint, 27 febbraio 1966) è un attore e doppiatore statunitense, è noto per aver interpretato Thunder Hawk in Street Fighter - Sfida finale.

## Filmografia
- I ragazzi della prateria - serie TV (67 episodi) (1989-1992)
- Walker Texas Ranger - serie TV (1 episodio S2 E11) (1994)
- Thunder Hawk in Street Fighter - Sfida finale - regia di Steven E. de Souza (1994)
- Terra Promessa - serie TV (1 episodio S1 E19) (1997)
- Noah in Ocean Tribe - regia di Will Geiger (1997)
- Gene in How Does Anyone Get Old? (corto) -  regia di Janet Mitchell (1999)
- Hank in I Don't Know - regia di Joe Black (2024)

## Doppiaggio
- Coyote Trickster, Natsilane, Peter Maza da giovane in Gargoyles - Il risveglio degli eroi
- Bob e Andy in Pepper Ann
- Jake Nez in Max Steel
- Mike in Justice League Unlimited
- Alonso Cacique e Billy Zekaris in Rain of the Ghosts
- Voci aggiuntive in Pocahontas II - Viaggio nel nuovo mondo

## Vita Privata
Rainwater si dichiara di aver discendenze irlandese, filippina, Osage e Cherokee. Dichiara che suo nonno fosse un nativo americano originario dell'Arkansas.

## Doppiatori italiani
Nelle versioni in italiano delle opere in cui ha recitato, Gregg Rainwater è stato doppiato da:
- Roberto Certomà in Street Fighter - Sfida finale